# Lobelia cobaltica
Lobelia cobaltica là loài thực vật có hoa trong họ Hoa chuông. Loài này được S.Moore mô tả khoa học đầu tiên năm 1911.